# Епархия Эра и Дакса
Епархия Эра и Дакса (лат. Dioecesis Aturensis et Aquae Augustae) — епархия Римско-католической церкви с центром в городе Эр-сюр-л’Адур, департамент Ланды, Франция. Епархия Эра и Дакса входит в митрополию Бордо.

## История
Епархия Эра возникла в V веке.
29 ноября 1801 года епархия упразднена; восстановлена 6 октября 1822 года. С 3 июня 1857 года современное название.

## Ординарии епархии
- епископ Габриеле ди Салуццо (1530—1538), сложил сан
- епископ Арман Базен де Безон (1685—1698), назначен архиепископом Бордо
- епископ Жан-Франсуа-Мари Ле Папп де Треверн (16.05.1823 — 9.04.1827), назначен епископом Страсбурга
- епископ Доминик-Мари Сави (25.06.1827 — 12.12.1839)
- епископ Франсуа-Аделаид-Адольф Ланнелюк (12.12.1839 — † 30.06.1856)
- епископ Проспер-Мишель-Арно Ирабур (15.12.1856 — † 6.06.1859)
- епископ Луи-Мари-Оливье Эпиван (26.09.1859 — † 22.07.1876)
- епископ Виктор-Жан-Франсуа-Полен Деланнуа (18.12.1876 — † 7.08.1905)
- епископ Эжен-Франсуа Тузе (21.02.1906 — † 23.09.1911)
- епископ Морис-Шарль-Альфред де Кормон (27.11.1911 — 22.12.1930)
- епископ Клеман Жозеф Матьё (12.09.1931 — † 25.03.1963)
- епископ Фернан-Пьер-Робер Безак де Мартини (25.03.1963 — 25.04.1978)
- епископ Робер Пьер Саррабер (25.04.1978 — 18.06.2002)
- епископ Филипп Жан Луи Бретон (18.06.2002 — 24.01.2012)
- епископ Эрве Гашиньяр (с 24.01.2012)